# Textura litteralis

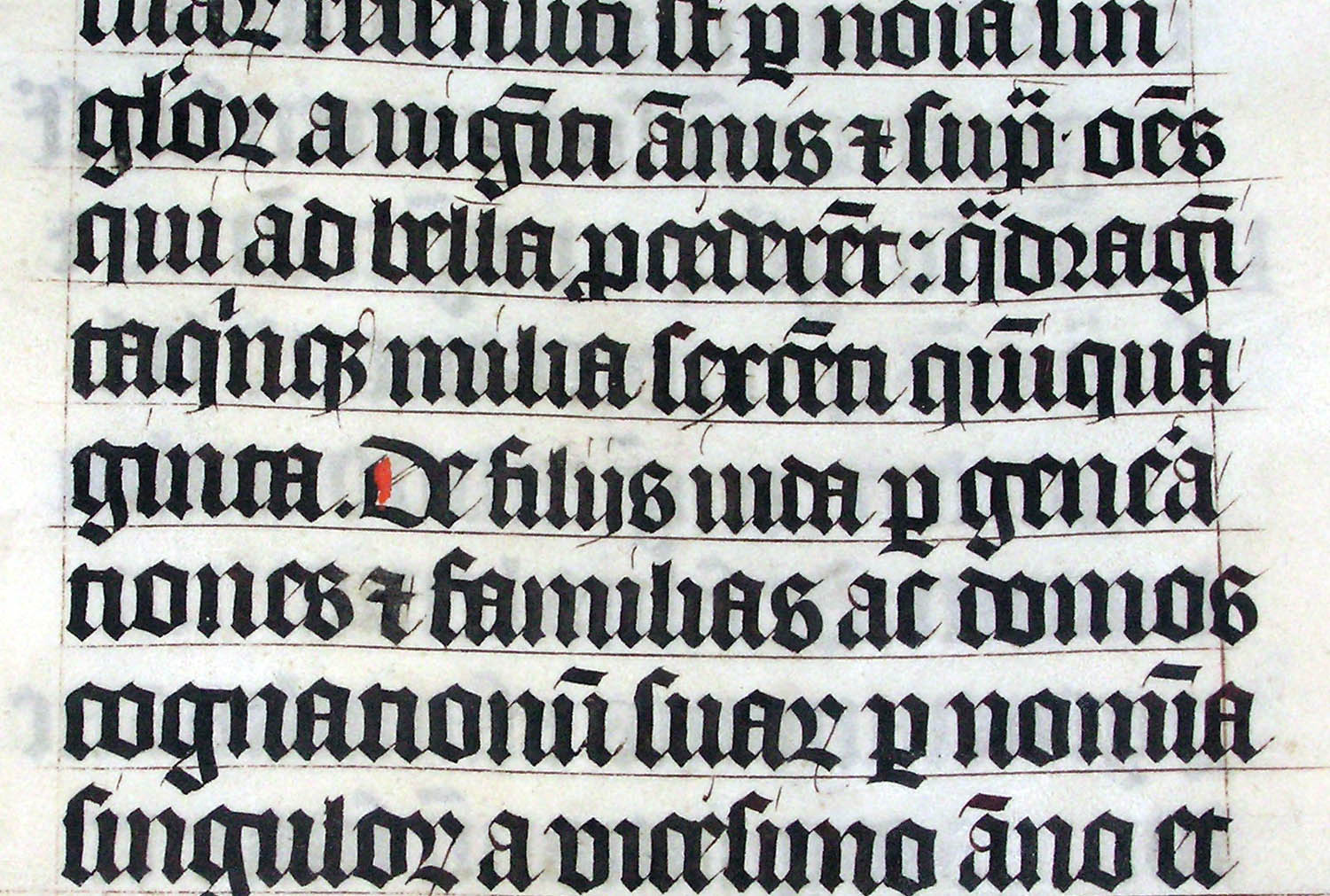
Biblia de Malmesbury, escrita en Bélica por Gerard Brils en 1407.

La textura litteralis, o sencillamente textura, fue la principal familia de caracteres alfabéticos de la escritura gótica.

## Historia
Desarrollada en el siglo XIV, sus letras tenían las siguientes características:
- Letras sin trazos curvos.
- Las astas terminan en cuadriláteros.
- Los ojales son hexagonales.

El término textura deriva de la apariencia general de una página escrita: debido al entrelazamiento de formas, el diseño es similar a un tejido. Su origen está ligado al uso librario, y en particular al nuevo uso del libro debido al renacimiento cultural del siglo XII, durante el cual nacieron las primeras universidades. Estos caracteres tenía terminales muy desarrollados, especialmente en las letras mayúsculas que en ocasiones eran difíciles de leer.
Fue ampliamente difundida en Europa durante todo el siglo XV. Las formas más desarrolladas de escrituras góticas descendían de esta. Textura fue también el tipo de letra adoptado por Johann Gutenberg cuando experimentó con la invención de la impresión de tipos móviles. La famosa Biblia de 42 líneas se imprimió en estilo textura.